# Юрезанский, Владимир Тимофеевич
Юрезанский, Владимир Тимофеевич (23 января [4 февраля] 1888, дер. Пичугино Златоустовского уезда — 9 февраля 1957), писатель, журналист, ополченец Великой Отечественной войны.

## Биография
Владимир Тимофеевич Нос (лит. псевд. – Юрезанский) родился 23 января (4 февраля) 1888 года в дер. Пичугино, Уфимской губ., Златоустовского уезда. Родители происходили из украинских крестьян. До 13 лет Владимир жил в дер. Пичугино, с 13 до 19 лет — в г. Красноуфимске.
Сначала Владимира учила бабушка. С осени 1898 до весны 1899 он обучался в третьем классе в Народной школе в селе Михайловском (мордовское село Кизильяр), затем (1899—1901 гг.) окончил двухклассное училище в селе Тастуба того же Златоустовского уезда.

С 1900 по 1907 г.г. Владимир учился в Красноуфимском реальном училище, откуда был исключён как редактор вольнолюбивого рукописного ученического журнала «Луч» и выслан в Иркутск, откуда переведён в Челябинск, где экстерном окончил местное реальное училище. 
С 1908 по 1911 работал в челябинской газете «Голос Приуралья» репортёром. Здесь же обнародовал первые свои стихи.
В 1911–15 гг. учился в Санкт-Петербургском политехническом институте, подрабатывал в столичных газетах.
Участник 1-й мировой и Гражданской войн, революционных событий в Петрограде.
Дальнейшая судьба писателя на долгие годы связана с Украиной. 
Здесь в 1918 он опубликовал своё последнее стихотворение «Осень на Урале» и полностью перешёл на прозу, замечен и отмечен К. Фединым, А. Фадеевым, М. Горьким.
В Российском государственном архиве литературы и искусства (Москва) среди других документов, посвящённых памяти В.Т. Юрезанского, хранится его переписка с целым рядом известных современников, среди которых письма А. М. Горького (1923), Г. Д. Гребенщикова (1918), В. Г. Короленко (1917), А. Н. Пантелеева 2 (1952, 1953), П. И. Панча 4 (1955 - 1956), О. Н. Писаржевского (1955), В. Д. Ряховского 17 (1940 - 1953), С. Н. Сергеева-Ценского (1940), Ф. К. Сологуба (1925), Р. Тагора (1924), А. А. Фадеева (1946), К. А. Федина 2 (1946, 1951), О. Е. Чёрного (1947), М. С. Шагинян 2 (1955) и др. Всего 85 корр.

На снимке: редакция газеты «Голос Приуралья». 1909 г. А. Н. Лаврушин, В. Т. Нос (Юрезанский), В. А. Весновский, С. А. Нодель, В. Л. Горбунов-Горохов.

Перечень изданий, с которыми довелось сотрудничать В.Т. Юрезанскому:
- «Приуралье» (Челябинск)
- «Голос Приуралья» (Челябинск)
- «Уральский край» (Екатеринбург)
- «Жизнь для всех» (Петербург)
- «Современник» (Петербург)
- «Голос фронта» (Юго-Зап. Фронт)
- «Красная нива» (Москва)
- «Новый мир» (Москва)
- «Наши достижения» (Москва)
- «Колхозник» (Москва).

Литературный псевдоним писатель взял в память о «Волге» своей родины – реке Юрюзани. Потомки писателя сохранили его в качестве фамилии.
В.Т. Юрезанский умер в Москве, похоронен на Ваганьковском кладбище.

## Краткое описание литературного творчества
В первый сборник рассказов «Ржи цветут» (1924) вошли 4 рассказа («Ржи цветут», «Лиственный лог», «Мосей Уварыч», «Троицын день») об уральских местах. Родному Уралу посвящён и второй сборник «Зной».
Писатель обращался и к событиям прошлого нашей страны. Самым известным из таких произведений писателя стала его книга «Исчезнувшее село» о казаках-бунтарях царствования Екатерины II (первоначально, в 1926 г., изданная в виде повести, позже, с 1930 г. — в виде романа). В общей сложности она была издана с 1926 по 1969 г. 6 раз.
Другое историческое произведение — «Зарево над полями» относится к более близкому времени (повесть о революции 1905 года). При этом образы революционных деятелей писатель стремится представить не только в обстановке борьбы, но и в обстановке личной и частной жизни.
Вскоре ведущими направлениями творчества писателя становится Днепрострой и Днепрогэс. В книге «Покорение реки» (М., 1946) в художественном виде через судьбы главных героев описывается история Днепростроя. Повесть «Огни на Днепре» (М., 1955 г.) представляет собой расширенный и дополненный выпуск той же книги.
Примечательно, что если в издании 1946 г. повесть начинается с яркого описания столкновения мнений специалистов по вопросу целесообразности строительства Днепрогэса и способов его осуществления, причём главные доводы приводят два приглашённых консультанта из-за рубежа (из Германии и США) и доводы специалиста из Штатов, недавних союзников по Великой Отечественной войне, разумеется, оказываются более разумными, обоснованными и побеждают (советские специалисты только дополняют обсуждение и подводят итог), то в издании 1955 г. ни о каких зарубежных специалистах даже не упомянуто и все те же доводы озвучивают советские инженеры.
Документальная повесть «Человек побеждает» (М., 1948 г.) также посвящена Днепрогэсу, но уже с точки зрения его послевоенного восстановления. И здесь писатель не забывает об уральцах. Главной героиней повести он выбирает А. Лошкарёву из Челябинска, участвовавшую вместе с другими челябинцами в восстановлении электростанции.
Не обошёл вниманием писатель и ряд других крупных гидротехнических строек. В 1951 г. выходит его очерк «У города вечной славы» о строительстве Сталинградского гидроузла.
После войны, если говорить о новых произведениях, В. Т. Юрезанский печатался мало.

## Основные произведения
1. Ржи цветут. Книга рассказов. Винница, 1924.
2. Зной. Книга рассказов. Харьков. Укргосиздат, 1926.
3. Исчезнувшее село. Повесть для детей. Харьков: Пролетарий, 1926.
4. Зарево над полями. Повесть. Харьков. 1926. Москва. 1928, 1930. (Издана также на украинском, польском, немецком и болгарском яз.).
5. Клад. Повесть для детей, Москва: Молодая гвардия, 1927.
6. Вокруг света в 50 дней. (совм. с Я. Кальницким). Харьков: Пролетарий, 1928. 128 с. Вып. 4000 шт.
7. Яблони. Книга рассказов. Харьков: Пролетарий, 1928.
8. Алмазная свита. Роман о каменноугольном Донбассе. Харьков: Пролетарий, 1930.
9. Исчезнувшее село. Роман. Москва, ЗИФ, 1930. Также переиздания: М.: Гослитиздат,` 1939 г. 264 с.; М.: Советский писатель, 1938, 1956 г., 288 с.; там же, 1958 г. 287 с.; там же, 1969 г., 280 с.
10. Голубая река. Рассказы. Киев—Харьков., 1935
11. Река в горах. Книга рассказов. Киев: Гослитиздат, 1937.
12. Покорение реки. (История Днепростроя). М.: Советский писатель, 1946 г. 356 с. — 20 тыс. шт.
13. Человек побеждает. Гравюры на дереве Ю.Ростовцева. М.: Профиздат, 1948 г., 140 с. — 15 тыс. шт.
14. У города вечной славы. Очерк о строительстве Сталинградского гидроузла. Обложка художника Вс. Бродского. М.: Молодая гвардия, 1951 г. 48 с. мягкий переплёт, увеличенный формат.
15. Огни на Днепре. Рис. П. Осовского М.: Детгиз, 1955 г. 447 с., — 30 тыс. шт.

## Экранизация произведений
- Повесть «Исчезнувшее село» о полной драматизма борьбе украинского казачества жителей села Тюрбай на Полтавщине против помещиков-крепостников в эпоху царствования Екатерины II была быстро замечена не только читателями, но и деятелями кино. Уже 1 апреля 1928 г. на экраны страны выходит поставленный по этому произведению фильм «Каприз Екатерины II». Режиссёр Пётр Чардынин. Сценарий написали совместно Александр Гатов и Владимир Юрезанский. Оператор Даниил Демуцкий, художник Силий Кричевский[6]
- В РГАЛИ сохранилась докладная записка И. Л. Прута от 1947 г. директору сценарной студии Мосфильм о работе над сценарием по книге В.Т. Юрезанского «Человек побеждает»[3].

## О писателе

Надгробие писателя на Ваганьковском кладбище

- Шмаков А. А. О забытом поэте // Наше литературное вчера. Ч., 1962;
- Шмаков А. А. Певец двух краев // На литературных тропах. Ч., 1969.
- Шмаков А. А., Шмакова Т. А. Урал литературный: Крат. биобиблиогр. слов. / Ч., 1988.